# Вэйбинь (Синьсян)
Вэйби́нь (кит. упр. 卫滨, пиньинь Wèibīn) — район городского подчинения городского округа Синьсян провинции Хэнань (КНР).

## История
В ноябре 1948 года урбанизированная часть уезда Синьсян была выделена в город Синьсян, который с мая 1949 года перешёл под контроль коммунистов.
В 1949 году здесь был создан район №2, впоследствии переименованный в район №1. В 1980 году он получил название район Синьхуа (新华区).
В 1986 году были расформированы округ Синьсян и город Синьсян, и образован городской округ Синьсян; район Синьхуа стал районом городского подчинения городского округа Синьсян.
В 2004 году район Синьхуа был переименован в Вэйбинь.

## Административное деление
Район делится на 7 уличных комитетов и 1 волость.